# 波利亞霍瓦
49°54′10″N 26°34′25″E / 49.90278°N 26.57361°E
波利亞霍瓦（烏克蘭語：Поляхова）是位於烏克蘭西部的村莊，由赫梅利尼茨基州裡赫梅利尼茨基區的泰奧菲波爾市鎮負責管轄。該村始建於1421年，面積3.13平方公里，海拔高度283米，2001年人口1,118。